# 高尾山 (大阪府)
高尾山（たかおやま）は大阪府柏原市にある山。
生駒山地の最南端付近にあり、標高は低いながらも岩峰がそびえている。三等三角点がある頂上付近は岩盤が露出しているが、木々が覆い繁っており冬季以外は麓から確認するのは困難である。岩場には鐸比古鐸比賣神社奥社の祠が祀られている。
また、この一帯では渡来系文化を示す遺構や出土品が多数見つかっている。

## 概要
頂上付近には、「高尾山山頂遺跡」とよばれる高地性集落の跡がある。弥生時代後期から古墳時代初期のものとされ、比較的豊かな集落であり、防衛上の都合でできたものと考えられている。
大正14年（1925年）に弥生時代のものとされる『多紐細文鏡』が山頂南のぶどう畑の開墾中に見つかっている。朝鮮半島の青銅器時代に盛んに製作された鏡で、日本では8面しか発見されていない貴重なものとされ、現在は東京国立博物館に保管されている。
山麓周辺に存在する「大県遺跡」（おおがたいせき）は、古墳時代から奈良時代のころの遺跡で、渡来系の鍛冶技術集団の集落遺跡であったことを示す遺構や多数の韓式土器・鉄縡などが出土されている。

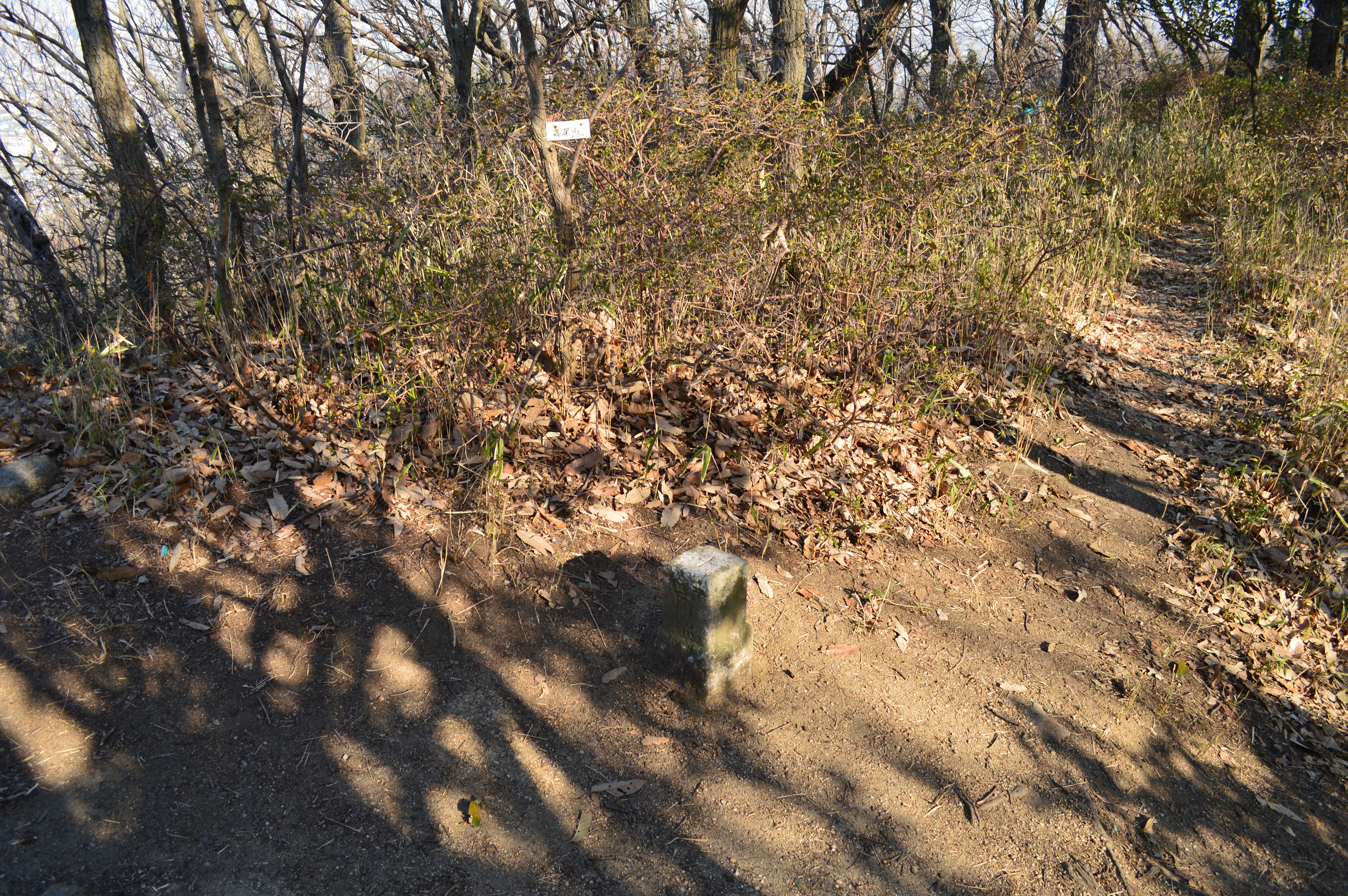
山頂
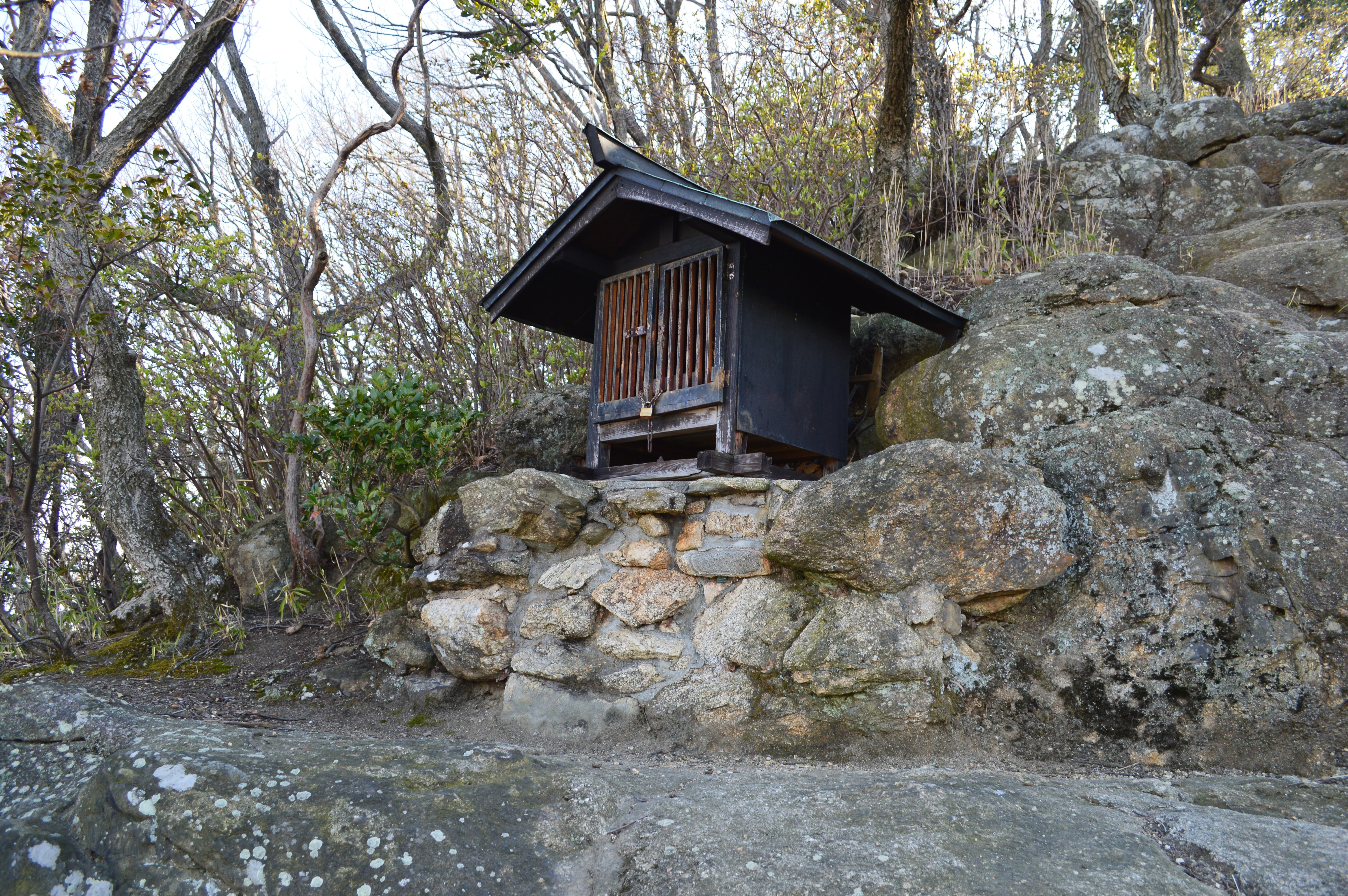
山頂付近の祠

## 高尾山創造の森

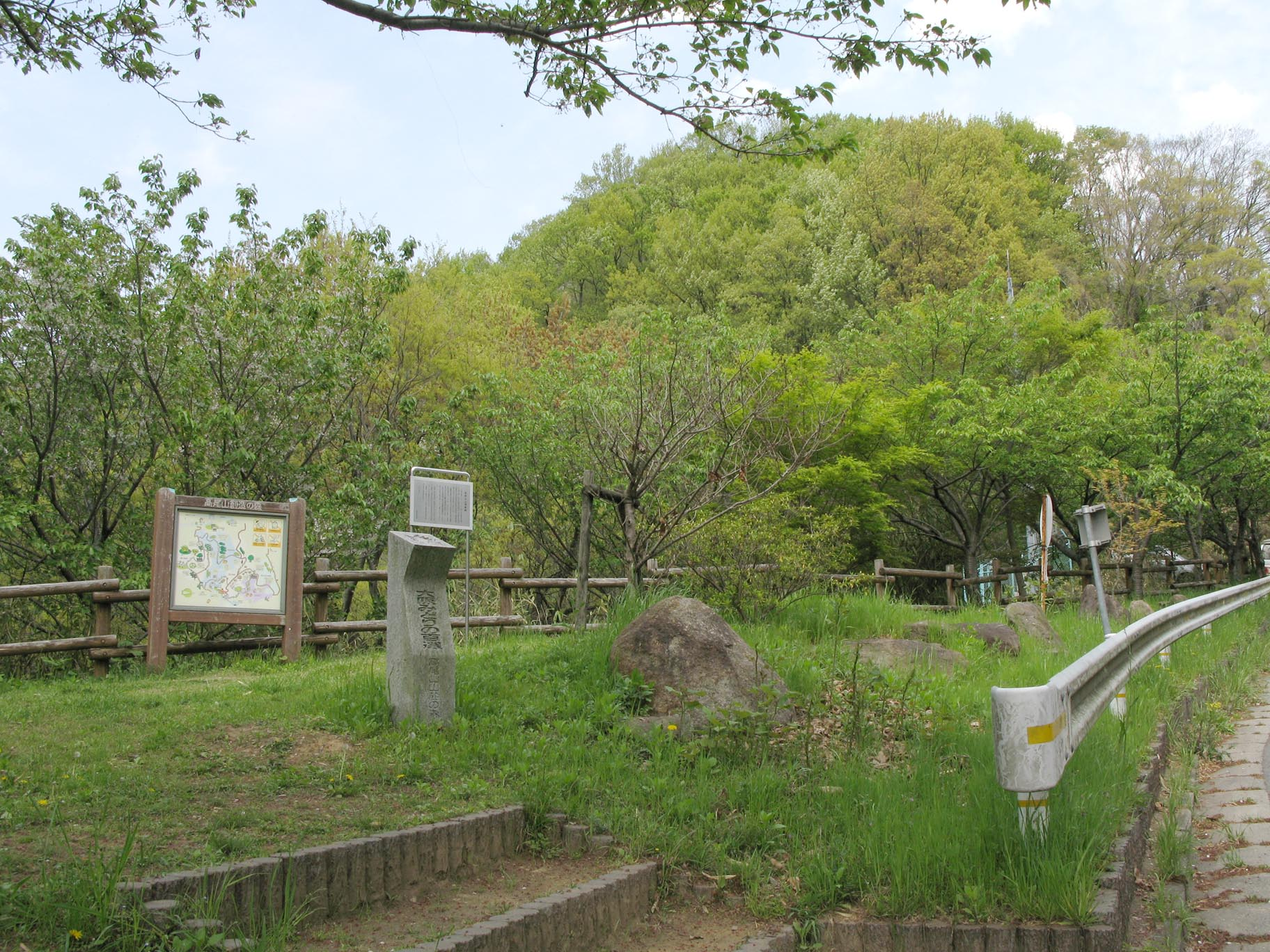
高尾山創造の森「見はらし広場」より
高尾山頂方向を撮影（2007年4月）

高尾山創造の森（たかおやまそうぞうのもり）は、地元住民と大阪府、柏原市が協力して整備した公園であり、大阪府民が参加しながら森作りを行うため、別名「府民参加の森」ともよばれる。平成10年（1998年）に整備が完了した。
鐸比古鐸比賣神社のある山麓から山頂付近にかけて、約27万平方メートルの一帯が整備され、遊歩道や展望台が設けられている。また、直径35メートルの柏原市の市章モニュメントも設置されている。
森全域は、「憩いの森」、「冒険の森」、「郷土の森」、「野鳥の森」、「ふれあいの森」の5つのエリアに分かれ、遊歩道にも「くつろぎの道」、「きぼうの道」、「いにしえの道」などの愛称が付けられ、それぞれの道の分岐点には案内板が設置されており、道に迷わないように配慮されている。
この森は「大阪みどりの百選」に選定されている。